# Clémence Poésy
Clémence Poésy (L'Haÿ-les-Roses, 3 d'octubre de 1982) és una actriu i model francesa. Coneguda per interpretar a Fleur Delacour en la sèrie de Harry Potter, Chloe a Amagats a Bruges i la detectiu Elise Wassermann a la sèrie de televisió anglofrancesa The Tunnel, adaptació de la sèrie original escandinava Bron/Broen.

## Biografia
Nascuda el 1982 de mare professora de francès i pare actor i director de teatre, Clémence Poésy que adoptà com a cognom artístic el de la seva mare, va fer els seus primers passos a l'escenari als 14 anys. Va estudiar art dramàtic al CNSAD (Conservatori Nacional Superior d'Art Dramàtic de París), L'Atelier Internacional de Teatre, i la Universitat de Nanterre. Es va donar a conèixer al gran públic el 2005 interpretant el paper de Fleur Delacour a Harry Potter i el calze de foc. El 2008 Clémence apareix en la pel·lícula nominada a l'Oscar Amagats a Bruges (In Bruges) amb Colin Farrell i Ralph Fiennes. Va rodar dues pel·lícules més amb el seu personatge de Fleur Delacour, la dona d'en Bill Weasley a Harry Potter i les relíquies de la mort - part 1 (2010) i Harry Potter i les relíquies de la Mort - Part 2 (2011).
El 2010 interpretà el paper de Bérengère en la comèdia romàntica El pastís de noces, basada en el best-seller de Blandine Le Callet, dirigida per Denys Granier-Deferre. El mateix any va rodar la pel·lícula de Danny Boyle 127 Hours, basada en la història real de l'escalador Aron Ralston i també va participar en la sèrie estatunidenca Gossip Girl en la temporada ambientada a Europa, encarnant el personatge d'Eva Coupeau, salvadora d'en Chuck (Ed Westwick). Ha actuat al costat de Michael Caine a la comèdia dramàtica Mr. Morgan's Last Love (2013), ambientada a París i dirigida per la directora alemanya Sandra Netelbeck. Ha coprotagonitzat amb Stephen Dillane les dues temporades de la sèrie de televisió francobritànica The Tunnel (2013-2016), coproduïda pel canal francès Canal+ i el britànic Sky Atlantic. Aquest thriller està ambientat en el túnel que uneix França amb el Regne Unit. Els actors alternen l'anglès i el francès, posnt de manifest les diferències culturals entre les dues bandes del Canal, de forma similar a com ho feia la versió original escandinava que es desenvolupava al pont de l'Øresund que uneix les ciutats de Copenhagen a Dinamarca i Malmö a Suècia.
Ha estat protagonista de campanyes publicitàries de marques com G-Star-Raw, perfum Chloé i de la marca de roba internacional Gap.

## Filmografia

### Pel·lícules

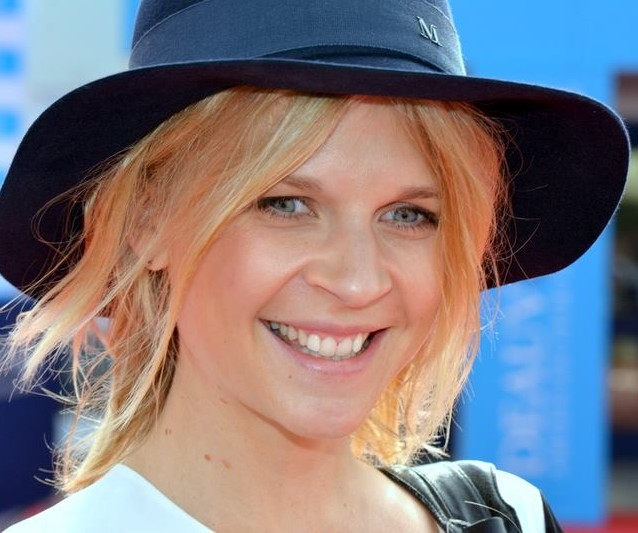
Clémence Poésy al Festival du cinéma américain de Deauville 2014

| Any  | Títol                                                                                            | Paper            | Notes |
| ---- | ------------------------------------------------------------------------------------------------ | ---------------- | ----- |
| 2001 | Petite Soeur                                                                                     | Anna             | Curt  |
| 2002 | Olgas Sommer                                                                                     | Olga             |       |
| 2003 | Bienvenue chez les Rozes                                                                         | Magali           |       |
| 2005 | Harry Potter i el calze de foc (Harry Potter and the Goblet of Fire)                             | Fleur Delacour   |       |
| 2006 | Le Grand Meaulnes                                                                                | Yvonne de Galais |       |
| 2007 | Sans moi                                                                                         | Lise             |       |
| 2007 | Le Dernier Gang                                                                                  | Julie            |       |
| 2008 | Blanche                                                                                          | Chloé            | Curt  |
| 2008 | Amagats a Bruges (In Bruges)                                                                     | Chloe            |       |
| 2008 | La Troisième Partie du monde                                                                     | Emma             |       |
| 2009 | Heartless                                                                                        | Tia              |       |
| 2010 | Le Mystère                                                                                       | Valentine        |       |
| 2010 | El pastís de noces (Pièce montée)                                                                | Bérengère        |       |
| 2010 | Lullaby for Pi                                                                                   | Pi               |       |
| 2010 | Harry Potter i les relíquies de la Mort (Part 1) (Harry Potter and the Deathly Hallows - Part 1) | Fleur Delacour   |       |
| 2010 | 127 hores (127 Hours)                                                                            | Rana             |       |
| 2011 | Harry Potter i les relíquies de la Mort (Part 2) (Harry Potter and the Deathly Hallows - Part 2) | Fleur Delacour   |       |
| 2011 | Jeanne Captive                                                                                   | Joana d'Arc      |       |
| 2012 | The Capsule                                                                                      |                  | Curt  |
| 2012 | Hopper Stories                                                                                   |                  | Curt  |
| 2013 | Mr. Morgan's Last Love                                                                           | Pauline Laubie   |       |
| 2013 | Karaoke!                                                                                         |                  | Curt  |
| 2014 | Métamorphose                                                                                     |                  | Curt  |
| 2015 | Le Grand Jeu                                                                                     | Laura Haydon     |       |
| 2015 | The Ones Below                                                                                   | Kate             |       |
| 2016 | Demà comença tot (Demain tout commence)                                                          | Kristin          |       |
| 2016 | 7 minuti                                                                                         | Hira             |       |
| 2017 | Final Portrait: L'art de l'amistat (Final Portrait)                                              | Caroline         |       |

### Sèrie de televisió
| Any          | Títol                               | Paper                            | Notes                                       |
| ------------ | ----------------------------------- | -------------------------------- | ------------------------------------------- |
| 1999         | Un homme en colère                  | Hélène                           | Sèrie de televisió (2 Episodis)             |
| 2000         | Les Monos                           | Julia                            | Sèrie de televisió (1 Episodi)              |
| 2001         | Tania Boréalis ou L'étoile d'un été | Maguy                            | Telefilm                                    |
| 2003         | Carnets d'ados - La vie quand même  | Jessica                          | Telefilm                                    |
| 2004         | Gunpowder, Treason & Plot           | Mary, reina dels escocesos       | Telefilm                                    |
| 2005         | Revelations                         | Exquisite Corpse                 | Minisèrie de televisió                      |
| 2006         | Les Amants du Flore                 | Lumi                             | Telefilm                                    |
| 2007         | War and Peace                       | Natasha Rostova                  | Minisèrie de televisió                      |
| 2010         | Gossip Girl                         | Eva Coupeau                      | Sèrie de televisió (4 Episodis Temporada 4) |
| 2012         | Birdsong                            | Isabelle Azaire                  | Minisèrie de televisió                      |
| 2012         | Richard II                          | Isabel de Valois/Anna de Bohèmia | Telefilm                                    |
| 2013–2017    | The Tunnel                          | Elise Wassermann                 | Sèrie de televisió (18 Episodis)            |
| 2023–present | The Walking Dead: Daryl Dixon       | Isabelle                         |                                             |